# GDDR3

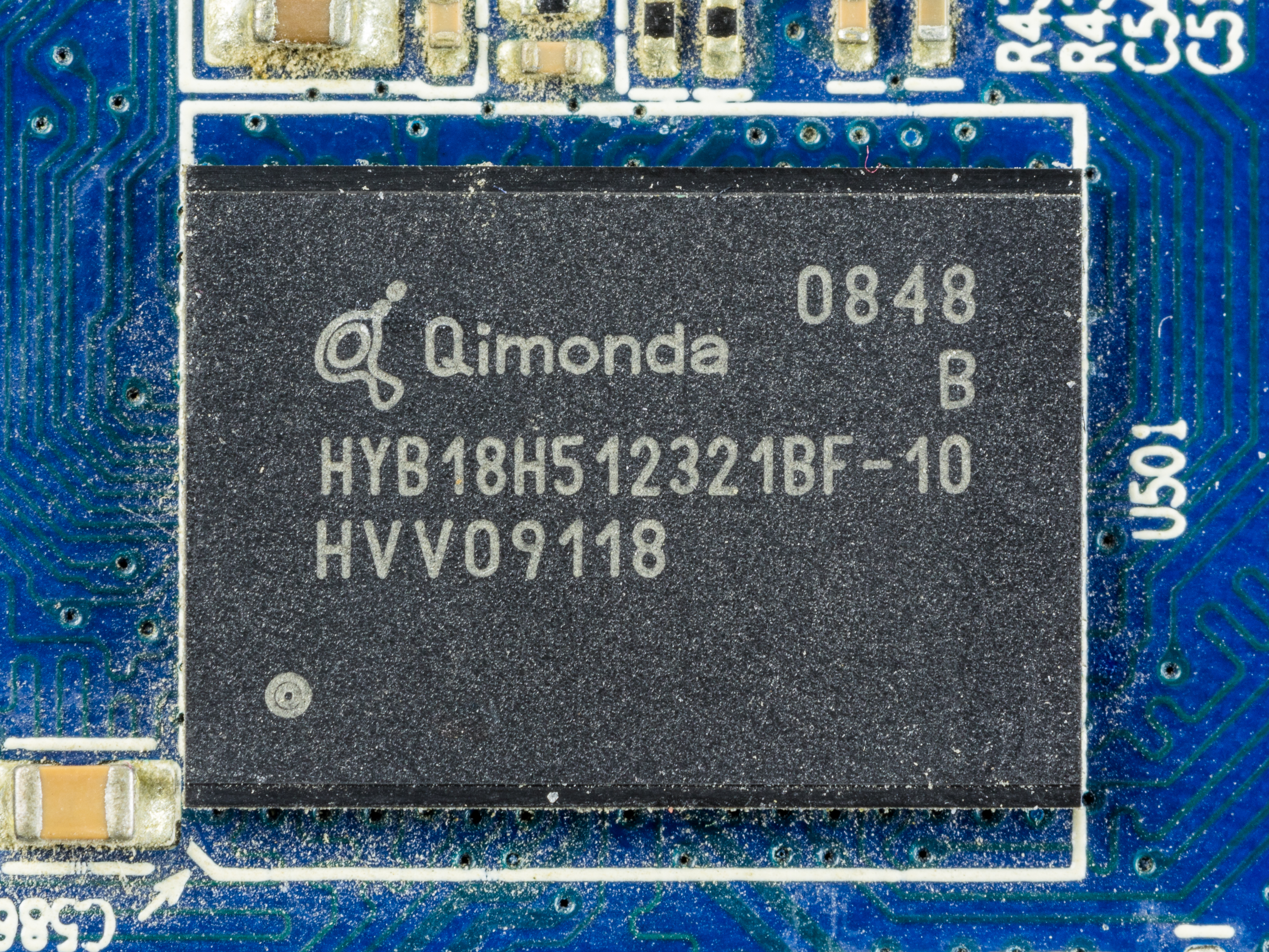
Qimonda 512-Mbit GDDR3

GDDR3 (Graphic Double Data Rate 3) je specifická technologie typu paměti u grafických karet, vyvinutá firmou ATI Technologies ve spolupráci s JEDEC.
Má velmi podobný technický základ s DDR2, ale požadavky na spotřebu energie se poněkud snížily, což umožňovalo vyšší výkon paměťových modulů a zjednodušení chladicích systémů. Na rozdíl od DDR2, taktéž používané na grafických kartách, GDDR3 nesouvisí se specifikací JEDEC DDR3.
Uvnitř má zakončení, díky čemu je vhodnější pro spolupráci s GPU. Pro vyšší výkon paměť přenáší 4 datové bity na pin v 1 hodinovém cyklu.